# Temperatuurschaal

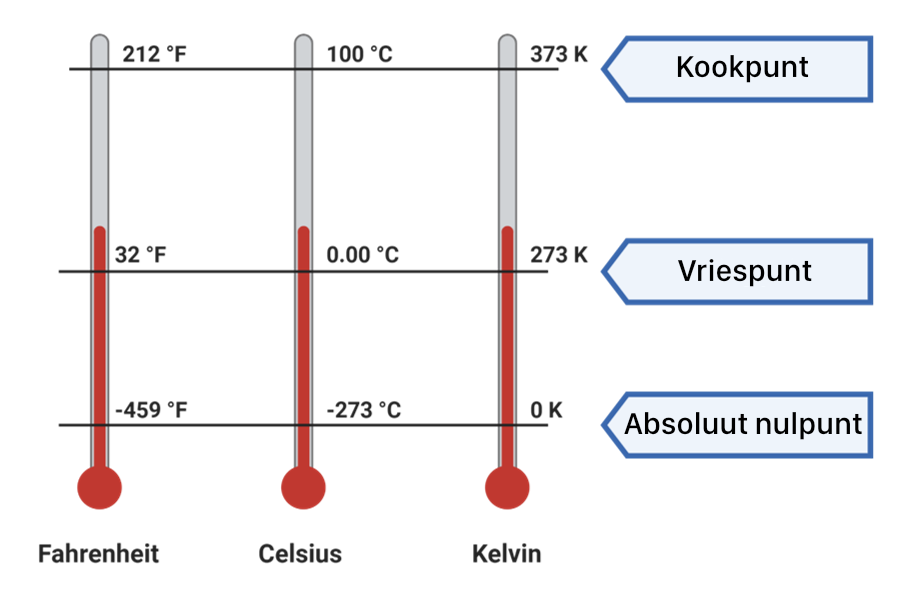
Vergelijking van temperatuurschalen met het kook- en vriespunt van water en het absolute nulpunt.

Een temperatuurschaal is een methode om de temperatuur in een getal uit te drukken, of anders gezegd, een meetschaal voor temperatuur. Er zijn diverse schalen ontwikkeld, die handig zijn voor verschillende toepassingen. In het SI-stelsel is de kelvin, ook wel absolute temperatuur genoemd, voorgeschreven, die in de wetenschap wordt gebruikt. In de dagelijkse praktijk gebruikt men in Nederlandstalige landen de schaal van Celsius en drukt men de temperatuur uit in graden Celsius, kortweg graden, afgekort als °C.

## Empirische schalen

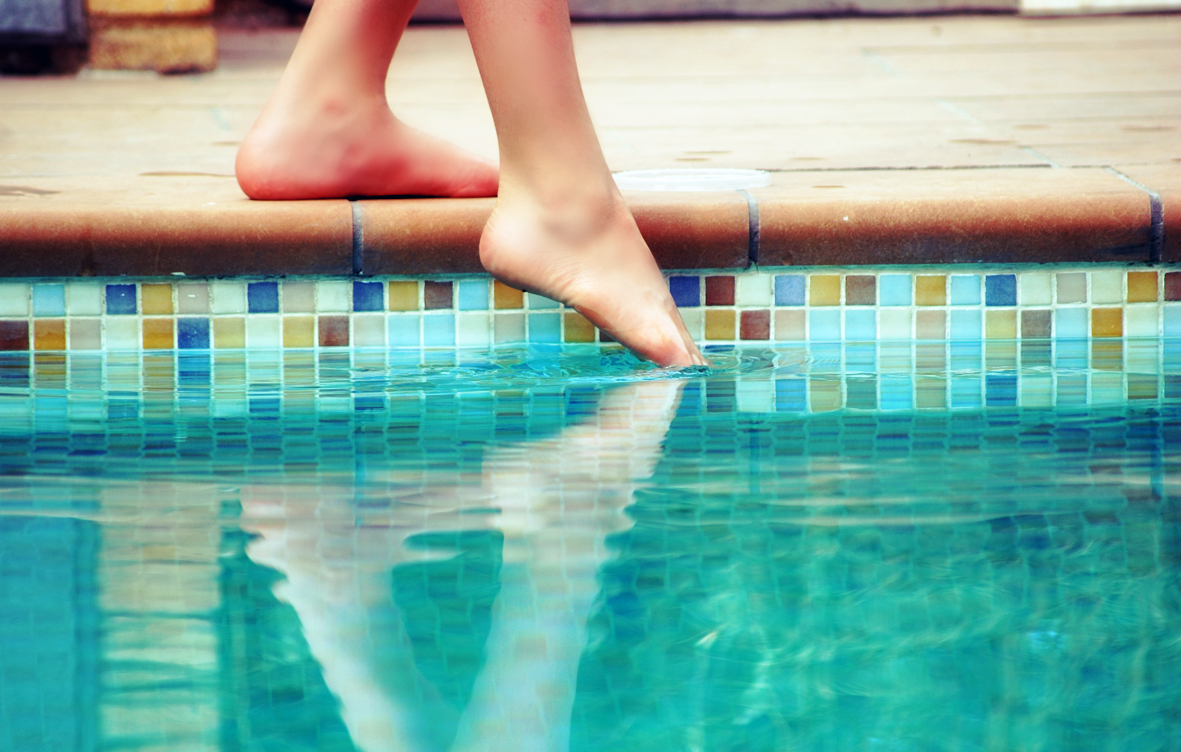
Temperatuurbepaling met de tenen

De in gebruik zijnde temperatuurschalen zijn van oorsprong empirisch. Deze schalen zijn gebaseerd op fysische eigenschappen van materialen die op een eenvoudige manier gemeten kunnen worden, zoals de uitzetting van een vloeistof (meestal kwik of alcohol) bij verhoging van de temperatuur. Er worden twee punten gekozen die een vaste waarde krijgen. Zo is 0 graden Celsius vastgelegd op het vriespunt van water, terwijl het kookpunt bij 100 graden Celsius is gelegd. Daartussen wordt lineair geïnterpoleerd en daarbuiten geëxtrapoleerd.
Temperatuur is een eigenschap van materie, en de empirische schalen werken slechts in een smal gebied. In het dagelijks leven op aarde is dat ruim voldoende. Om zeer lage, of zeer hoge temperaturen te meten, zijn andere technieken nodig. Zo bevriest kwik bij 234,32 K (−39 °C) en is een kwikthermometer onder deze temperatuur niet bruikbaar. Ook zeer hoge temperaturen kunnen niet met een kwikthermometer worden gemeten.
In de afbeelding hieronder worden de schalen met elkaar vergeleken. Hieruit blijkt dat de schalen, met uitzondering van de Delisle, een hogere getalswaarde geven bij een hogere temperatuur. De nulpunten van de schalen zijn aangegeven. Voor de schalen van Celsius, Réaumur, Newton en Rømer is dat het vriespunt van water. Voor de schaal van Delisle is de nul het kookpunt van water. Fahrenheit koos als nulpunt de temperatuur van een mengsel van ijs, water en ammoniumchloride.
De schalen van Kelvin en de Rankine beginnen vanaf het absolute nulpunt en kennen dan ook geen negatieve temperatuur. Verder valt op dat de schalen van Celsius en Kelvin parallel lopen. Hetzelfde geldt voor de Fahrenheit- en Rankine-schalen. Deze schalen gebruiken in feite dezelfde schaalverdeling voor de definitie van "1 graad".

### Vergelijking van temperatuurschalen
|                                                    |                      |                                         |                                    |                                       |                                         |                                                  |                                         |                                        |  | Rankine (°Ra) |
| Kelvin (K)                                         |                      |                                         |                                    |                                       |                                         |                                                  |                                         |                                        |  |               |
| Fahrenheit (°F)                                    |                      |                                         |                                    |                                       |                                         |                                                  |                                         |                                        |  |               |
| Celsius (°C) Réaumur (°Ré) Rømer (°Rø) Newton (°N) |                      |                                         |                                    |                                       |                                         |                                                  |                                         |                                        |  |               |
| Delisle (°D)                                       |                      |                                         |                                    |                                       |                                         |                                                  |                                         |                                        |  |               |
|                                                    | het absolute nulpunt | laagst waargenomen temperatuur op Aarde | Fahrenheits ijs/water/zout-mengsel | smeltpunt van ijs (bij standaarddruk) | gemiddelde temperatuur op Aarde (15 °C) | gemiddelde temperatuur menselijk lichaam (37 °C) | hoogst waargenomen temperatuur op Aarde | kookpunt van water (bij standaarddruk) |  |               |

Naast de veel gebruikte meetmethoden op basis van vloeistoffen, kan temperatuur met empirische middelen ook op andere manieren gemeten worden, bijvoorbeeld met een thermokoppel, een bimetaal of een thermistor.

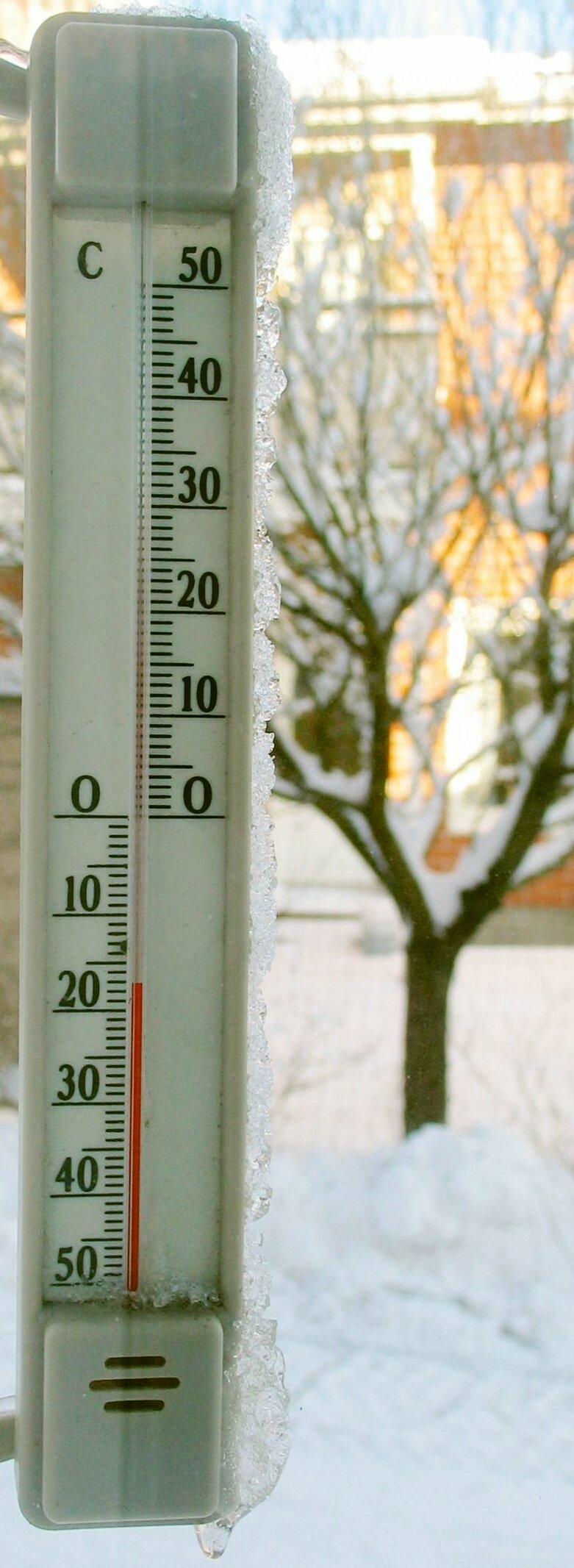
Een thermometer met de Celsiusschaal. Het is af te lezen dat de temperatuur hier −17 °C bedraagt.

### Verouderde schalen
Naast de hier genoemde bestaan er nog verouderde temperatuurschalen:
- Schaal van Wedgwood, bedoeld voor hoge temperatuur, boven het kookpunt van kwik. De schaal was gebaseerd op het krimpen van klei maar is onbruikbaar gebleken.
- Leidse schaal, gebruikt in de tijd van Heike Kamerlingh Onnes.

## Wetenschappelijke temperatuurschaal
Een meer wetenschappelijke aanpak is de bepaling van de temperatuur te baseren op de principes van de thermodynamica. Het absolute nulpunt is de 0 van zo'n schaal. Dat is de temperatuur waarbij de deeltjes van de materie slechts een minimale energie hebben die niet lager kan zijn. Een zo gemeten temperatuur heet absolute temperatuur. Zo'n temperatuurschaal is een ratioschaal.
Het SI-stelsel gebruikt de schaal van Kelvin. Sedert de jaren 60 spreekt men bij deze schaal niet meer van graden. Men zegt dus niet “80 graden Kelvin”, maar “80 kelvin”, afgekort “80 K”.
Het aantal graden Celsius is tegenwoordig exact gedefinieerd als het aantal kelvin min 273,15, dus niet meer op basis van uitzetting van een vloeistof. Een temperatuurverschil in kelvin en in graden Celsius is dus exact gelijk. Een graad Celsius is als eenheid van temperatuurverschil een officiële 'afgeleide SI-eenheid', gelijk aan een kelvin.

## Bedenkers van temperatuurschalen
In de geschiedenis zijn er diverse personen geweest die onderzoek deden naar temperatuur, en die een temperatuurschaal hebben ontwikkeld op basis van diverse metingen van materiaaleigenschappen.
| persoon / uitvinder               | land                       | jaar      | naam van temperatuurschaal |
| --------------------------------- | -------------------------- | --------- | -------------------------- |
| Anders Celsius                    | Zweden                     | 1742      | Celsius                    |
| Joseph-Nicolas Delisle            | Frankrijk                  | 1732      | Delisle                    |
| Gabriel Fahrenheit                | Polen-Litouwen / Nederland | 1724      | Fahrenheit                 |
| William Thomson                   | Verenigd Koninkrijk        | 1848      | Kelvin                     |
| Isaac Newton                      | Engeland                   | rond 1700 | Newton                     |
| William John Macquorn Rankine     | Verenigd Koninkrijk        | 1859      | Rankine                    |
| René-Antoine Ferchault de Réaumur | Frankrijk                  | 1731      | Réaumur                    |
| Ole Christensen Rømer             | Denemarken                 | 1701      | Rømer                      |

## Conversietabel
Het omrekenen van temperaturen in de diverse schalen is relatief eenvoudig zoals blijkt uit onderstaande tabel. Elke schaal heeft namelijk twee vaste punten en verondersteld wordt dat de schalen onderling een lineair verband hebben.
Historisch gezien waren de verschillende temperatuurschalen niet compatibel met elkaar, met uitzondering van smalle gebieden van overlap. Als bijvoorbeeld een alcoholthermometer en een kwikthermometer geijkt worden op twee punten, bijvoorbeeld het smeltpunt en het kookpunt van water, betekent dat niet dat het aflezen van een lineaire schaalverdeling tussen deze twee punten tot een gelijke uitkomst leidt. De thermische uitzettingscoëfficienten van deze twee stoffen zijn namelijk niet evenredig aan elkaar over het gehele temperatuursgebied. De conversietabel hieronder geldt dus bij benadering en is eerder vastgesteld op basis van afspraken dan op basis van metingen.
| → van →                                  | Celsius                                                    | Delisle                                                    | Fahrenheit                                                               | Kelvin                                                               | Newton                                                        | Rankine                                                              | Réaumur                                                     | Rømer                                                                     |
| ↓ naar ↓                                 | Celsius                                                    | Delisle                                                    | Fahrenheit                                                               | Kelvin                                                               | Newton                                                        | Rankine                                                              | Réaumur                                                     | Rømer                                                                     |
| ---------------------------------------- | ---------------------------------------------------------- | ---------------------------------------------------------- | ------------------------------------------------------------------------ | -------------------------------------------------------------------- | ------------------------------------------------------------- | -------------------------------------------------------------------- | ----------------------------------------------------------- | ------------------------------------------------------------------------- |
| Celsius {\displaystyle T_{\text{C}}=}    |                                                            | {\displaystyle 100-T_{\text{D}}\cdot {\tfrac {2}{3}}}      | {\displaystyle \left(T_{\text{F}}-32\right)\cdot {\tfrac {5}{9}}}        | {\displaystyle T_{\text{K}}-273{,}15}                                | {\displaystyle T_{\text{N}}\cdot {\tfrac {100}{33}}}          | {\displaystyle (T_{\text{Ra}}-491{,}67)\cdot {\tfrac {5}{9}}}        | {\displaystyle T_{\text{Re}}\cdot {\tfrac {5}{4}}}          | {\displaystyle (T_{\text{Ro}}-7{,}5)\cdot {\tfrac {40}{21}}}              |
| Delisle {\displaystyle T_{\text{D}}=}    | {\displaystyle (100-T_{\text{C}})\cdot {\tfrac {3}{2}}}    |                                                            | {\displaystyle (212-T_{\text{F}})\cdot {\tfrac {5}{6}}}                  | {\displaystyle (373{,}15-T_{\text{K}})\cdot {\tfrac {3}{2}}}         | {\displaystyle (33-T_{\text{N}})\cdot {\tfrac {50}{11}}}      | {\displaystyle (671{,}67-T_{\text{Ra}})\cdot {\tfrac {5}{6}}}        | {\displaystyle (80-T_{\text{Re}})\cdot {\tfrac {15}{8}}}    | {\displaystyle (60-T_{\text{Ro}})\cdot {\tfrac {20}{7}}}                  |
| Fahrenheit {\displaystyle T_{\text{F}}=} | {\displaystyle T_{\text{C}}\cdot {\tfrac {9}{5}}+32}       | {\displaystyle 212-T_{\text{D}}\cdot {\tfrac {6}{5}}}      |                                                                          | {\displaystyle T_{\text{K}}\cdot {\tfrac {9}{5}}-459{,}67}           | {\displaystyle T_{\text{N}}\cdot {\tfrac {60}{11}}+32}        | {\displaystyle T_{\text{Ra}}-459{,}67}                               | {\displaystyle T_{\text{Re}}\cdot {\tfrac {9}{4}}+32}       | {\displaystyle \left(T_{\text{Ro}}-7{,}5\right)\cdot {\tfrac {24}{7}}+32} |
| Kelvin {\displaystyle T_{\text{K}}=}     | {\displaystyle T_{\text{C}}+273{,}15}                      | {\displaystyle 373{,}15-T_{\text{D}}\cdot {\tfrac {2}{3}}} | {\displaystyle \left(T_{\text{F}}+459{,}67\right)\cdot {\tfrac {5}{9}}}  |                                                                      | {\displaystyle T_{\text{N}}\cdot {\tfrac {100}{33}}+273{,}15} | {\displaystyle T_{\text{Ra}}\cdot {\tfrac {5}{9}}}                   | {\displaystyle T_{\text{Re}}\cdot {\tfrac {5}{4}}+273{,}15} | {\displaystyle (T_{\text{Ro}}-7{,}5)\cdot {\tfrac {40}{21}}+273{,}15}     |
| Newton {\displaystyle T_{\text{N}}=}     | {\displaystyle T_{\text{C}}\cdot {\tfrac {33}{100}}}       | {\displaystyle 33-T_{\text{D}}\cdot {\tfrac {11}{50}}}     | {\displaystyle (T_{\text{F}}-32)\cdot {\tfrac {11}{60}}}                 | {\displaystyle (T_{\text{K}}-273{,}15)\cdot {\tfrac {33}{100}}}      |                                                               | {\displaystyle (T_{\text{Ra}}-491{,}67)\cdot {\tfrac {11}{60}}}      | {\displaystyle T_{\text{Re}}\cdot {\tfrac {33}{80}}}        | {\displaystyle (T_{\text{Ro}}-7{,}5)\cdot {\tfrac {22}{35}}}              |
| Rankine {\displaystyle T_{\text{Ra}}=}   | {\displaystyle T_{\text{C}}\cdot {\tfrac {9}{5}}+491{,}67} | {\displaystyle 671{,}67-T_{\text{D}}\cdot {\tfrac {6}{5}}} | {\displaystyle T_{\text{F}}+459{,}67}                                    | {\displaystyle T_{\text{K}}\cdot {\tfrac {9}{5}}}                    | {\displaystyle T_{\text{N}}\cdot {\tfrac {60}{11}}+491{,}67}  |                                                                      | {\displaystyle T_{\text{Re}}\cdot {\tfrac {9}{4}}+491{,}67} | {\displaystyle (T_{\text{Ro}}-7{,}5)\cdot {\tfrac {24}{7}}+491{,}67}      |
| Réaumur {\displaystyle T_{\text{Re}}=}   | {\displaystyle T_{\text{C}}\cdot {\tfrac {4}{5}}}          | {\displaystyle 80-T_{\text{D}}\cdot {\tfrac {8}{15}}}      | {\displaystyle \left(T_{\text{F}}-32\right)\cdot {\tfrac {4}{9}}}        | {\displaystyle (T_{\text{K}}-273{,}15)\cdot {\tfrac {4}{5}}}         | {\displaystyle T_{\text{N}}\cdot {\tfrac {80}{33}}}           | {\displaystyle (T_{\text{Ra}}-491{,}67)\cdot {\tfrac {4}{9}}}        |                                                             | {\displaystyle (T_{\text{Ro}}-7{,}5)\cdot {\tfrac {32}{21}}}              |
| Rømer {\displaystyle T_{\text{Ro}}=}     | {\displaystyle T_{\text{C}}\cdot {\tfrac {21}{40}}+7{,}5}  | {\displaystyle 60-T_{\text{D}}\cdot {\tfrac {7}{20}}}      | {\displaystyle \left(T_{\text{F}}-32\right)\cdot {\tfrac {7}{24}}+7{,}5} | {\displaystyle (T_{\text{K}}-273{,}15)\cdot {\tfrac {21}{40}}+7{,}5} | {\displaystyle T_{\text{N}}\cdot {\tfrac {35}{22}}+7{,}5}     | {\displaystyle (T_{\text{Ra}}-491{,}67)\cdot {\tfrac {7}{24}}+7{,}5} | {\displaystyle T_{\text{Re}}\cdot {\tfrac {21}{32}}+7{,}5}  |                                                                           |

## Conversiegrafiek
Onderstaand nomogram geeft de omrekening tussen de diverse temperatuurschalen grafisch weer.